# Соулон (Охајо)
Соулон (енгл. Solon) град је у америчкој савезној држави Охајо.

## Демографија
По попису из 2010. године број становника је 23.348, што је 1.546 (7,1%) становника више него 2000. године.
| Група             | 2000.          | 2010.          |
| Белци             | 19.046 (87,4%) | 17.867 (76,5%) |
| Афроамериканци    | 1.334 (6,1%)   | 2.476 (10,6%)  |
| Азијати           | 1.070 (4,9%)   | 2.344 (10,0%)  |
| Хиспаноамериканци | 153 (0,7%)     | 357 (1,5%)     |
| Укупно            | 21.802         | 23.348         |